# الماطرية (حفاش)

تعديل مصدري - تعديل

الماطرية هي إحدى قرى عزلة الملاحنة بمديرية حفاش التابعة لمحافظة المحويت، بلغ تعداد سكانها 115 نسمة حسب تعداد اليمن لعام 2004.